# Hipparchia japudium
Hipparchia japudium är en fjärilsart som beskrevs av Hermann Stauder 1912. Hipparchia japudium ingår i släktet Hipparchia och familjen praktfjärilar. Inga underarter finns listade i Catalogue of Life.